# Stéphanie Sauget
Stéphanie Sauget, née en 1976, est une historienne française spécialiste de l'histoire contemporaine. Ses thèmes de prédilection sont l'histoire ferroviaire, et l'histoire des imaginaires sociaux et spatiaux.

## Biographie
Après un passage à l'École normale supérieure de Saint-Cloud et des études d'histoire à l'université Panthéon-Sorbonne, Stéphanie Sauget a fait une maîtrise d'histoire médiévale, puis un doctorat portant sur les gares parisiennes au XIXe siècle, sous la direction de l'historien Dominique Kalifa. Elle a par ailleurs collaboré avec France Culture et France Inter pour différentes émissions, comme Les Lundis de l'Histoire, Concordances des Temps, ou encore La Fabrique de l'histoire, et avec différentes revues et sites spécialisés. Elle est depuis 2013 maître de conférence à l'Université François-Rabelais de Tours, et est membre du CeTHiS, le Centre Tourangeau d'Histoire et d'études des Sources.

## Recherches
Spécialiste du XIXe siècle, Stéphanie Sauget a orienté ses recherches sur l'histoire des espaces sociaux, en traitant particulièrement des gares et des chemins de fer dans l'Europe de l'industrialisation. Elle travaille aussi sur l'imaginaire de cette époque, à travers les représentations des mythes, des légendes urbaines, comme les vampires ou les maisons hantées. 
Dans le cadre du Groupe de recherche 2092 Techniques et productions dans l’histoire créé en 2020 par l’INSHS, elle travaille sur l’imaginaire thanatologique et la quête de préservation du corps après la mort dans leur lien à l’essor technique du XIXe. Dans un texte publié dans la revue Ornicar?, elle précise étudier le cas des brevets d’invention de cercueils « permettant de survivre à sa mort, imaginant des dispositifs de sauvetage ou de préservation « éternelle » ». Enfin, conjuguant tous ces thèmes, ses recherches portent sur les lieux, vus à la fois comme des révélateurs sociaux et culturels mais aussi comme des laboratoires et des matrices de représentations et de comportements.

## Principales publications
- À la recherche des pas perdus : une histoire des gares parisiennes au XIXe siècle, Paris, Tallandier, 2009.
- Histoire des maisons hantées : France, Grande-Bretagne, États-Unis (1780-1940), Paris, Tallandier, 2011.
- Les Âmes errantes (direction), Creaphis, 2012.
- Voisiner : Mutations urbaines et construction de la cité du Moyen Âge à nos jours (direction), Tours, Presses universitaires François Rabelais, coll. « Villes et Territoires », 2018, 296 p.,  (ISBN 978-2-86906-684-7)
- Le cercueil de verre du Père-Lachaise, CNRS Editions, 2023 (ISBN 978-2-271-14539-0, lire en ligne)